# Medicare
Medicare és el nom d'un programa d'assegurança mèdica administrat pel Govern federal dels Estats Units, que cobreix a persones de 65 anys o més que compleixin amb certs requisits. Medicare és un programa estatunidenc d'assegurança mèdica per a persones majors de 65 anys. Algunes persones menors d'aquesta edat poden beneficiar-se del pla, per exemple alguns pacients amb insuficiència renal i amb discapacitat. És possible registrar-se per una part del pla anomenada part A (assegurança hospitalària) i per una part del pla anomenada part B (assegurança mèdica). La part C, coneguda com a Medicare Advantage, ofereix plans d'atenció mèdica administrats per asseguradores privades i contribueix al pagament de medicaments amb recepta mèdica. La part D contribueix al pagament dels costos dels medicaments, redueix els costos dels medicaments receptats i protegeix contra un augment en la despesa dels medicaments.

## Història
La llei de Medicare va ser aprovada, juntament amb el programa Medicaid, el 30 de juliol de 1965 pel president Lyndon B. Johnson com una esmena a la llei de la seguretat social. En el moment de signar la llei, Johnson li va donar la targeta de Medicare a l'ex-president nord-americà Harry Truman, el qual va esdevenir el primer beneficiari del programa Medicare. El pla es finança a nivell federal gràcies a les contribucions dels treballadors i els empresaris. Els principals beneficis de la llei són l'assegurança hospitalaria i l'assegurança mèdica de franc. Després de l'augment significatiu de la població hispano-americana en els Estats Units, el govern ha traduït el lloc web al castellà.